# Dacnusa soldanellae
Dacnusa soldanellae är en stekelart som beskrevs av Griffiths 1967. Dacnusa soldanellae ingår i släktet Dacnusa och familjen bracksteklar. Inga underarter finns listade i Catalogue of Life.